# Symphoricarpos acutus
Symphoricarpos acutus är en kaprifolväxtart som först beskrevs av Samuel Frederick Gray, och fick sitt nu gällande namn av Howell. Symphoricarpos acutus ingår i släktet snöbärssläktet, och familjen kaprifolväxter. Inga underarter finns listade i Catalogue of Life.